# Thälmannsiedlung
Die Thälmannsiedlung ist ein Ortsteil der Gemeinde Malchow im Landkreis Mecklenburgische Seenplatte in Mecklenburg-Vorpommern.

## Geografische Lage
Der Ortsteil liegt nordwestlich des Gemeindezentrums in einem Waldgebiet. Die Landstraße 20 führt als Karower Chaussee von Norden kommen in südöstlicher Richtung an der südlich gelegenen Wohnbebauung vorbei. Nördlich der Landstraße liegt die Bahnstrecke Malchow–Waren (Müritz). Die Bundesautobahn 19 führt westlich des Ortsteils in Nord-Süd-Richtung vorbei.

## Geschichte und Etymologie
In der Zeit des Nationalsozialismus wurde im Jahr 1938 auf einer Fläche von rund 340 Hektar eine Munitionsfabrik errichtet, in der im Jahr 1945 rund 5500 Menschen beschäftigt wurden. Für die leitenden Angestellten entstanden Wohnhäuser entlang der Karower Chaussee. In der Zeit der DDR erfolgte die Umbenennung in Erinnerung an Ernst Thälmann.

## Kultur und Sehenswürdigkeiten
Das Gebäude der Nobel AG steht unter Denkmalschutz.